# Tournoi de clôture du championnat d'Haïti de football 2002
Navigation
Tournoi précédent Tournoi suivant
Le tournoi de clôture de la saison 2002 du Championnat d'Haïti de football est le second tournoi saisonnier de la treizième édition de la première division à Haïti. Les seize meilleures équipes du pays sont regroupées au sein d’une poule unique où elles s’affrontent une seule fois. À l’issue du tournoi, un classement cumulé des 2 tournois de l’année est fait afin de déterminer les deux formations reléguées en Division 2.
C'est le Racing Club Haïtien qui remporte la compétition après avoir terminé en tête du classement final, avec deux points d'avance sur Aigle Noir AC et cinq sur le tenant du titre, Roulado FC. C'est le dixième titre de champion d'Haïti de l'histoire du club.

## Les clubs participants
| - Violette AC - Carioca Port-au-Prince - AS Cavaly - FICA - AS Capoise - Don Bosco FC - Roulado FC - Valencia Léogâne | - Baltimore SC - Racing Gonaïves - Aigle Noir AC - Tempête FC - Excelsior Port-au-Prince - Racing Club Haïtien - Triomphe AC - Zénith Cap-Haïtien |

## Compétition
Le barème de points servant à établir le classement se décompose ainsi :
- Victoire : 3 points
- Match nul : 1 point
- Défaite : 0 point

### Classement
| Rang | Équipe                   | Pts | J  | G | N | P  | Bp | Bc | Diff |
| ---- | ------------------------ | --- | -- | - | - | -- | -- | -- | ---- |
| 1    | Racing Club Haïtien      | 31  | 15 | 9 | 4 | 2  | 29 | 10 | +19  |
| 2    | Aigle Noir AC            | 29  | 15 | 9 | 2 | 4  | 21 | 12 | +9   |
| 3    | Roulado FCT              | 26  | 15 | 8 | 2 | 5  | 19 | 11 | +8   |
| 4    | Baltimore SC             | 24  | 15 | 6 | 6 | 3  | 18 | 12 | +6   |
| 5    | Tempête FC               | 23  | 15 | 6 | 5 | 4  | 19 | 18 | +1   |
| 6    | FICA                     | 22  | 15 | 6 | 4 | 5  | 21 | 15 | +6   |
| 7    | Don Bosco FC             | 22  | 15 | 5 | 7 | 3  | 20 | 29 | -9   |
| 8    | Violette AC              | 22  | 15 | 6 | 4 | 5  | 21 | 18 | +3   |
| 9    | Racing Gonaïves          | 22  | 15 | 6 | 4 | 5  | 29 | 18 | +11  |
| 10   | Valencia Léogâne         | 18  | 15 | 4 | 6 | 5  | 13 | 19 | -6   |
| 11   | AS Cavaly                | 17  | 15 | 4 | 5 | 6  | 17 | 17 | 0    |
| 12   | AS Capoise               | 17  | 15 | 4 | 5 | 6  | 9  | 12 | -3   |
| 13   | Zénith Cap-Haïtien       | 17  | 15 | 4 | 5 | 6  | 9  | 17 | -8   |
| 14   | Carioca Port-au-Prince   | 16  | 15 | 3 | 7 | 5  | 15 | 20 | -5   |
| 15   | Triomphe AC              | 29  | 15 | 3 | 5 | 7  | 13 | 19 | -6   |
| 16   | Excelsior Port-au-Prince | 4   | 15 | 1 | 1 | 13 | 3  | 29 | -26  |

|  | Vainqueur du tournoi Clôture |
|  | T : Tenant du titre          |

### Classement cumulé
Un classement cumulé des tournois Ouverture et Clôture est fait pour désigner les deux équipes reléguées en deuxième division.
| Rang | Équipe                   | Pts | J  | G  | N  | P  | Bp | Bc | Diff |
| ---- | ------------------------ | --- | -- | -- | -- | -- | -- | -- | ---- |
| 1    | Roulado FCOuv            | 59  | 29 | 18 | 5  | 6  | 37 | 14 | +23  |
| 2    | Aigle Noir AC            | 55  | 29 | 16 | 7  | 6  | 39 | 19 | +20  |
| 3    | Racing Club HaïtienClo   | 54  | 29 | 15 | 9  | 5  | 48 | 19 | +29  |
| 4    | Baltimore SC             | 48  | 29 | 13 | 9  | 7  | 33 | 20 | +13  |
| 5    | Don Bosco FC             | 47  | 29 | 11 | 14 | 4  | 35 | 21 | +14  |
| 6    | Racing Gonaïves          | 45  | 29 | 12 | 9  | 8  | 26 | 27 | -1   |
| 7    | Violette AC              | 43  | 29 | 11 | 10 | 8  | 34 | 26 | +8   |
| 8    | AS Capoise               | 37  | 29 | 8  | 13 | 8  | 19 | 21 | -2   |
| 9    | AS Cavaly                | 34  | 29 | 8  | 10 | 11 | 26 | 27 | -1   |
| 10   | Carioca Port-au-Prince   | 34  | 29 | 8  | 10 | 11 | 37 | 39 | -2   |
| 11   | Tempête FC               | 34  | 29 | 9  | 7  | 13 | 28 | 41 | -13  |
| 12   | Valencia Léogâne         | 33  | 29 | 7  | 12 | 10 | 18 | 26 | -8   |
| 13   | FICA                     | 32  | 29 | 8  | 8  | 13 | 25 | 32 | -7   |
| 14   | Zénith Cap-Haïtien       | 32  | 29 | 7  | 11 | 11 | 19 | 29 | -10  |
| 15   | Triomphe AC              | 31  | 29 | 8  | 7  | 14 | 26 | 44 | -18  |
| 16   | Excelsior Port-au-Prince | 6   | 29 | 1  | 3  | 25 | 6  | 51 | -45  |

|  | Relégation directe en Division 2                                        |
|  | Ouv : Vainqueur du tournoi Ouverture Clo : Vainqueur du tournoi Clôture |

## Bilan de la saison
| Championnat d'Haïti de football 2002 |                                 |
| Champion                             | Racing Club Haïtien (10e titre) |
| Qualifications continentales         |                                 |
| CFU Club Championship 2003           | Aucun                           |
| Promotions et relégations            |                                 |
| Promus en Division 1                 | Victory SC                      |
| Promus en Division 1                 | AS de Carrefour                 |
| Relégués en Division 2               | Triomphe AC                     |
| Relégués en Division 2               | Excelsior Port-au-Prince        |